# Flyvestation Aalborg
Flyvestation Aalborg ligger ved Vadum ca. 10 km nordvest for Aalborg. Flyvestationen, som deler bane med Aalborg Lufthavn, er hjemsted for transportfly af typerne C-130 Hercules og CL-604 Challenger, Jægerkorpset samt et hovedværksted.
Til daglig samarbejdes der med Aalborg Lufthavn om flyveledelsen, katastrofe-beredskabet og vedligeholdelsen af de flyveoperative installationer, således at både den militære og den civile lufttrafik tilgodeses.

## Historie
Den første flyveplads ved Aalborg blev oprettet den 29. maj 1938 af Aalborg og Nørresundby kommuner – med det formål at etablere en fast flyveforbindelse til København – pladsen havde da en udstrækning på 2 km².
Under 2. verdenskrig besatte tyskerne lufthavnen den 9. april 1940, ved det man betragter som den første luftbårne operation gennemført under krig. Allerede den 10. april opererede mere end 50 tyske transportfly fra lufthavnen. Tyskerne gik straks i gang med en udbygning, og anlagde under krigen en af Nordeuropas største flyvestationer.
Efter kapitulationen den 5. maj 1945 overtog Royal Air Force (RAF) kommandoen og destruerede de 270 tyske fly der var placeret på stationen. Området blev desuden anvendt som flygtningelejr for tyskere og polakker. Den 1. januar 1946 overgav RAF stationen til Indenrigsministeriet og i 1947 blev den igen taget i brug som civil lufthavn.

### Åbningen af Flyvestation Aalborg
Med Danmarks medlemskab af NATO i 1949, blev der behov for stationen til det flyvevåben, som skulle opbygges i 1950, og den 8. januar 1951 oprettede flyvevåbnet Flyvestation Aalborg.